# Kronoborg

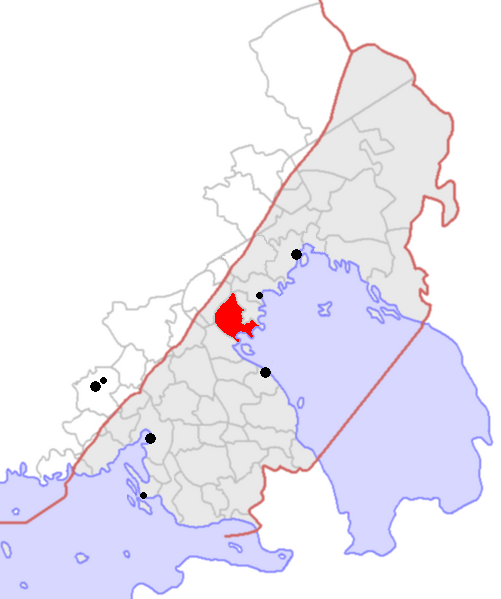
Kronoborgs kommun i den del av Viborgs län som tillföll Ryssland 1944.

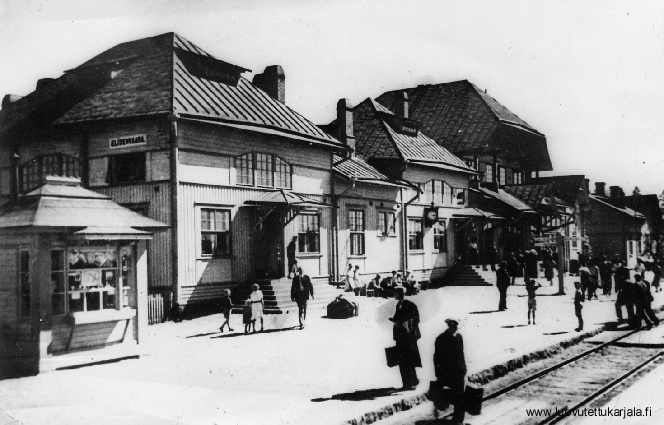
Elisenvaara järnvägsstation före Vinterkriget.

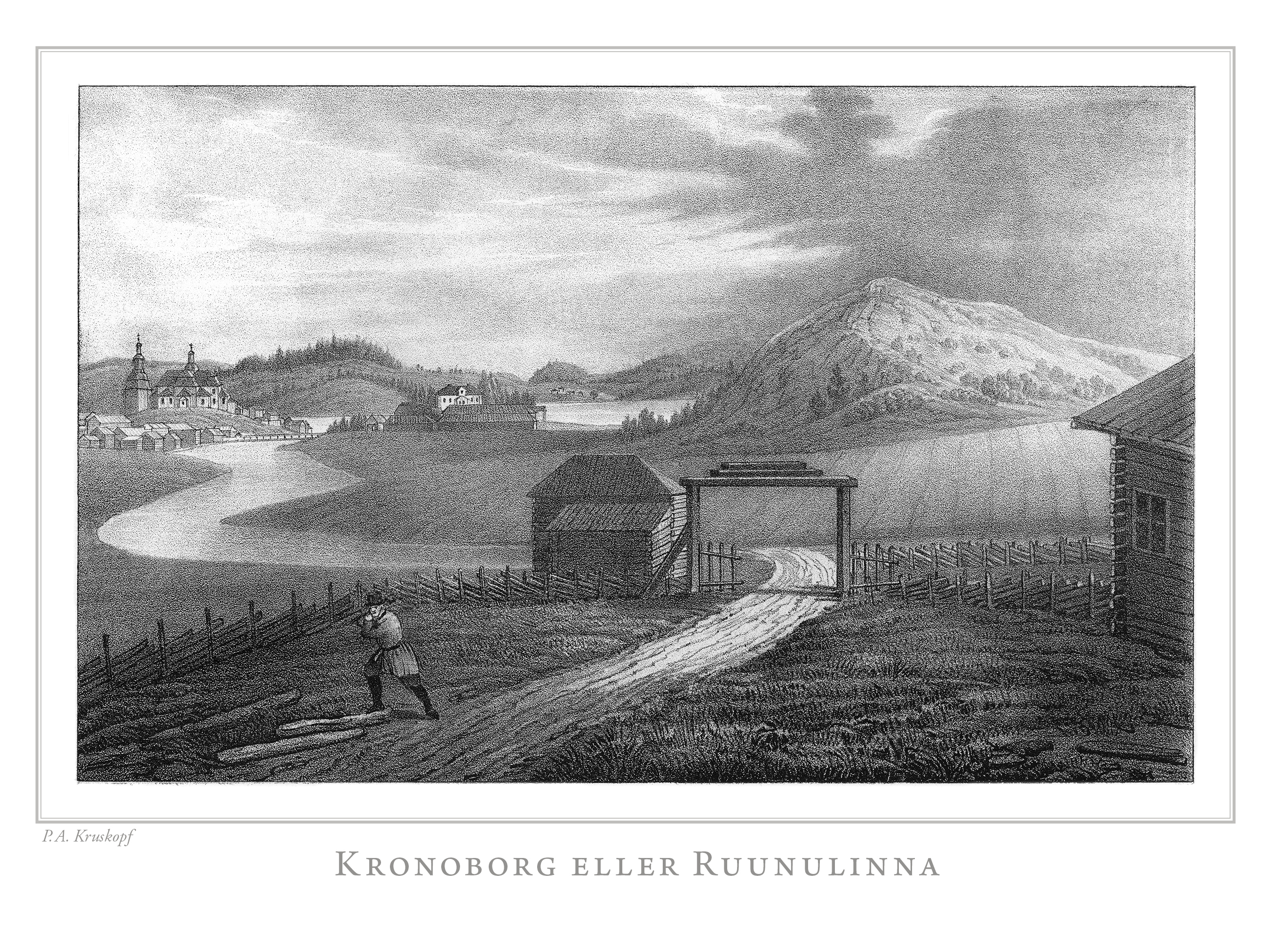
Litografi i Finland framstäldt i teckningar utgiven 1845-1852.

Kronoborg (finska: Kurkijoki) var en tidigare kommun i Kronoborgs härad i Viborgs län. Ryssland.
Ytan (landsareal) var 537,7 km² och beboddes av 8 885 människor med ett befolkningstäthet av 15,5 km² (31 december 1908). Under slutet av 1860-talet slog sig ett antal österbottniska familjer ned i området och bildade bosättningar. I byn Sorjos fanns fram till 1940 en svenskspråkig folkskola.
Kronoborg var i stort sett enspråkigt finskt och blev del av Sovjetunionen efter andra världskriget.

## Byar
Alho, Aromäki, Elisenvaara, Haapavaara, Haavikko, Huutomäki, Hämeenlahti, Ihojärvi, Kannansaari, Korpisaari, Kuuppala, Lapinlahti, Lepousmäki, Levonpelto, Lopotti (Kauppakylä, Kirkonkylä), Luhovaara, Marianvaara, Metsikko-Jokiranta, Mikrilä, Oksentiinmäki, Otsanlahti, Pohjii (Pohjiinkylä), Rahola, Riekkala, Rummunsuo (Rungonsuo), Räihävaara, Saares, Savii (Saviinkylä), Savoja, Sillankorva, Sorjos (Sorjo), Soskua, Särkijärvi, Tervu, Titto, Uusikylä, Vätikkä.